# Énergie aux Pays-Bas
Le secteur de l'énergie aux Pays-Bas est historiquement marqué par son gisement de gaz de Groningue ainsi que par le rôle majeur du port de Rotterdam, principal point d'entrée des importations européennes d'hydrocarbures. Mais la production de gaz naturel recule rapidement et ne couvre plus que 38 % de la consommation de gaz en 2023. L'exploitation du gisement de Groningue a pris fin le 1er octobre 2023.
L'énergie nucléaire a aussi joué un rôle modeste ; le gouvernement prépare depuis 2018 un projet de nouvelle centrale nucléaire. Enfin, les Pays-Bas développent depuis plusieurs années une politique d'incitation aux énergies renouvelables, en particulier à l'énergie éolienne et à l'énergie solaire photovoltaïque, qui se développent rapidement. Le pays s'est fixé l'objectif de parvenir d'ici 2050 à la neutralité carbone.
En 2023, la consommation intérieure d'énergie primaire du pays est couverte à 81,1 % par des combustibles fossiles (pétrole : 49 %, gaz naturel : 27 %, charbon : 5 %), par le nucléaire à 1,2 % et par les énergies renouvelables à 17,7 %. La consommation d'énergie primaire par habitant représente 2,5 fois la moyenne mondiale, 46 % au-dessus de celle de la France et 42 % au-dessus de celle de l'Allemagne.
L'électricité représentait seulement 16,5 % de la consommation finale d'énergie en 2021 ; sa production se répartissait en 2023 en 47,6 % d'énergies fossiles (gaz naturel 37,5 %, charbon 8,7 %, pétrole 1,3 %), 3,3 % de nucléaire, 47,6 % d'énergies renouvelables (éolien 23,6 %, solaire 17,3 %, biomasse-déchets 6,5 %) et 1,7 % d'autres sources (déchets non renouvelables, etc). La croissance de la production solaire photovoltaïque (PV) est particulièrement rapide : sa part est passée de 2,8 % en 2017 à 17,3 % en 2023 ; les Pays-Bas se classent en 2023 au 3e rang mondial pour la part du solaire PV dans la production d'électricité et en 2022 au 1er rang européen, devant l'Allemagne, pour la puissance installée solaire par habitant.
Les émissions de gaz à effet de serre liées à l'énergie par habitant aux Pays-Bas sont parmi les plus élevées en Europe en 2022, supérieures de 55 % à la moyenne mondiale et de 64 % à celle de la France, mais inférieures de 8 % à celle de l'Allemagne. Elles ont reculé de 35 % depuis 1990 ; le gaz naturel est responsable de 42 % de ces émissions, le pétrole de 36 % et le charbon de 18 %.

## Vue d'ensemble
| Principaux indicateurs de l'énergie aux Pays-Bas                                                                                               | Principaux indicateurs de l'énergie aux Pays-Bas | Principaux indicateurs de l'énergie aux Pays-Bas | Principaux indicateurs de l'énergie aux Pays-Bas | Principaux indicateurs de l'énergie aux Pays-Bas | Principaux indicateurs de l'énergie aux Pays-Bas | Principaux indicateurs de l'énergie aux Pays-Bas |
| --- | ------------------------------------------------ | ------------------------------------------------ | ------------------------------------------------ | ------------------------------------------------ | ------------------------------------------------ | ------------------------------------------------ |
| | Population                                       | Consom. énergie primaire                         | Production                                       | Importations nettes                              | Consom. élect.*                                  | Émissions GES**                                  |
| Année | Million                                          | PJ                                               | PJ                                               | PJ                                               | TWh                                              | Mt CO2éq                                         |
| 1990 | 14,95                                            | 2810                                             | 2536                                             | 778                                              | 77,5                                             | 153,1                                            |
| 2000 | 15,93                                            | 3131                                             | 2448                                             | 1455                                             | 103,6                                            | 164,0                                            |
| 2010 | 16,62                                            | 3464                                             | 2981                                             | 1179                                             | 116,4                                            | 173,3                                            |
| 2011 | 16,69                                            | 3223                                             | 2782                                             | 1170                                             | 117,9                                            | 160,9                                            |
| 2012 | 16,75                                            | 3226                                             | 2768                                             | 1202                                             | 115,2                                            | 159,6                                            |
| 2013 | 16,80                                            | 3158                                             | 2921                                             | 911                                              | 114,7                                            | 158,3                                            |
| 2014 | 16,87                                            | 2976                                             | 2524                                             | 1135                                             | 113,2                                            | 150,7                                            |
| 2015 | 16,94                                            | 3041                                             | 2021                                             | 1826                                             | 113,7                                            | 158,8                                            |
| 2016 | 17,03                                            | 3102                                             | 1942                                             | 1727                                             | 114,6                                            | 159,8                                            |
| 2017 | 17,13                                            | 3121                                             | 1732                                             | 1956                                             | 115,3                                            | 157,0                                            |
| 2018 | 17,23                                            | 3062                                             | 1532                                             | 2201                                             | 116,9                                            | 152,8                                            |
| 2019 | 17,34                                            | 2999                                             | 1380                                             | 2349                                             | 117,2                                            | 147,5                                            |
| 2020 | 17,44                                            | 2905                                             | 1143                                             | 2380                                             | 115,9                                            | 131,3                                            |
| 2021 | 17,53                                            | 2979                                             | 1102                                             | 2083                                             | 117,6                                            | 136,0                                            |
| 2022 | 17,70                                            | 2665                                             | 997                                              | 2682                                             | 112,6                                            | 118,5                                            |
| variation 1990-2022 | +18 %                                            | -5 %                                             | -61 %                                            | +245 %                                           | +45 %                                            | -23 %                                            |
| * consommation brute d'électricité = production+importations-exportations-pertes en ligne ** émissions de gaz à effet de serre par combustion. |                                                  |                                                  |                                                  |                                                  |                                                  |                                                  |

## Comparaisons internationales
Dans les statistiques mondiales de l'Agence internationale de l'énergie et de l'Energy Institute, les Pays-Bas apparaissent :
- au 8e rang des importateurs de pétrole brut en 2021, avec 2 445 PJ, soit 2,6 % du total des importations mondiales[1] ;
- au 6e rang des exportateurs de produits pétroliers en 2021, avec 1 039 PJ, soit 1,8 % du total des exportations mondiales[1] ;
- au 13e rang des producteurs d'électricité éolienne en 2023 : 28,9 TWh, soit 1,2 % de la production éolienne mondiale, au 5e rang pour la part de l'éolien dans la production d'électricité (23,6 %)[e 1] et au 14e rang pour leur puissance installée éolienne : 10 749 MW[e 2] ;
- au 16e rang des producteurs d'électricité photovoltaïque en 2023 : 21,2 TWh, soit 1,3 % de la production photovoltaïque mondiale, au 3e rang (derrière le Chili et la Hongrie) pour la part du solaire PV dans la production d'électricité (17,3 %)[e 1] et au 11e rang pour leur puissance installée photovoltaïque : 23 904 MWc, soit 1,7 % du total mondial[e 2].

Dans les classements européens établis par EurObserv'ER pour la production d'énergies renouvelables en 2021 dans l'Union européenne, les Pays-Bas apparaissaient :
- au 6e rang pour la puissance installée éolienne : 7 769 MW ;
- au 2e rang pour la puissance installée éolienne en mer : 2 459 MW, derrière l'Allemagne ;
- au 6e rang pour la production d'électricité éolienne : 18 005 GWh ;
- au 2e rang pour la production d'électricité éolienne en mer : 7 952 GWh ;
- au 3e rang pour la puissance installée photovoltaïque : 14 911 MWc ;
- au 5e rang pour la production d'électricité photovoltaïque : 11 495 GWh ;
- au 12e rang pour le parc installé des capteurs solaires thermiques : 463 MWth ;
- au 2e rang pour la consommation de chaleur issue de la géothermie : 151 ktep, derrière la France (209 MWth) ;
- au 6e rang pour le parc installé de pompes à chaleur : 1 470 614 PAC ;
- au 6e rang pour la production de biogaz : 428 ktep ;
- au 6e rang pour la production d'électricité à partir de biogaz : 1 053 GWh ;
- au 3e rang pour la production d'électricité à partir de déchets urbains renouvelables : 2 208 GWh ;
- au 4e rang pour la production d'électricité à partir de biomasse solide : 7 860 GWh.

Les Pays-Bas se classent au 1er rang de l'UE pour la puissance photovoltaïque par habitant : 1 071,5 Wc fin 2022, soit 2,45 fois la moyenne de l"Union européenne : 437,4 Wc), devant l'Allemagne : 809,7 Wc et la Belgique : 558,6 Wc ; la France est à 253 Wc, au 16e rang.

## Politique énergétique
Le gouvernement a publié en mars 2017 un document d'orientation intitulé « Programme énergétique : vers un approvisionnement en énergie bas-carbone » dans lequel il affirme très clairement que l'unique objectif de sa politique énergétique est désormais la réduction des émissions de gaz à effet de serre : la limitation du réchauffement climatique fixée par l'Accord de Paris sur le climat « requiert une réduction drastique de l'utilisation des combustibles fossiles à près de zéro d'ici 2050 ; l'électricité devra alors être produite de façon durable, les bâtiments seront chauffés principalement par l'énergie géothermique et l'électricité, les entreprises devront avoir adapté leurs procédés de production, le gaz naturel ne sera plus utilisé et les voitures seront presque exclusivement électriques ». Les objectifs de réduction d'émissions de CO2 des divers secteurs seront de 80 % à 95 % d'ici 2050. L'« Accord sur l'énergie pour la croissance durable » a déjà mis en place les programmes nécessaires pour porter la part des énergies renouvelables dans la production d'électricité de 12 % en 2015 à 41 % en 2023. Le principal outil pour y parvenir a été le « SDE+ » (Système d'incitation à la production d'énergie renouvelable), qui sera prolongé.
La Cour d'appel de La Haye confirme en octobre 2018 le jugement de 2015 condamnant le gouvernement à réduire de 25 % en 2020 les émissions de gaz à effet de serre du pays.
En décembre 2018, Klaas Dijkhoff, chef du groupe parlementaire du VVD (Parti populaire libéral et démocrate), le parti du premier ministre Mark Rutte, a proposé de construire une nouvelle centrale nucléaire. Un sondage du 7 novembre 2018 révèle que 54 % des Hollandais sont favorables à l’utilisation de l’énergie nucléaire contre seulement 35 % d’avis défavorables.
À la suite de l'invasion de l'Ukraine par la Russie en 2022 et de l'arrêt en mai 2022 des livraisons de gaz russe, le gouvernement autorise, le 20 juin, les centrales électriques néerlandaises alimentées au charbon à tourner à pleine capacité avec effet immédiat, alors que depuis le début 2022, ces centrales au charbon étaient contraintes à limiter leur production à 35 % de leur capacité afin de respecter l'objectif de réduction des émissions de CO2.

## Production d'énergie primaire
| Source                                                  | 1990  | %    | 2000  | %    | 2010  | %    | 2020  | %    | 2022 | % 2022 | var. 2022/1990 |
| Pétrole                                                 | 173   | 6,8  | 111   | 4,5  | 69    | 2,3  | 44    | 3,8  | 30   | 3,0 %  | -83 %          |
| Gaz naturel                                             | 2 283 | 90,0 | 2 209 | 90,2 | 2 710 | 90,9 | 723   | 63,4 | 535  | 53,7 % | -77 %          |
| Total fossiles                                          | 2 456 | 96,9 | 2 320 | 94,8 | 2 779 | 93,2 | 767   | 67,2 | 565  | 56,7 % | -77 %          |
| Nucléaire                                               | 38    | 1,5  | 43    | 1,8  | 43    | 1,5  | 45    | 3,9  | 45   | 4,5 %  | +19 %          |
| Hydraulique                                             | 0,3   | 0,01 | 0,5   | 0,02 | 0,4   | 0,01 | 0,2   | 0,01 | 0,2  | 0,02 % | -40 %          |
| Biomasse-déchets                                        | 40    | 1,6  | 81    | 3,3  | 142   | 4,8  | 224   | 19,6 | 227  | 22,8 % | +463 %         |
| Éolien, solaire                                         | 0,9   | 0,04 | 4     | 0,2  | 16    | 0,6  | 95    | 8,4  | 148  | 14,9 % | x159           |
| Chaleur                                                 |       |      |       |      |       |      | 13    | 1,1  | 11   | 1,1 %  | ns             |
| Total EnR                                               | 41    | 1,6  | 85    | 3,5  | 159   | 5,3  | 331   | 29,0 | 387  | 38,8 % | +832 %         |
| Total                                                   | 2 536 | 100  | 2 448 | 100  | 2 981 | 100  | 1 143 | 100  | 997  | 100 %  | -61 %          |
| Source des données : Agence internationale de l'énergie |       |      |       |      |       |      |       |      |      |        |                |

En 2022, la production d'énergie des Pays-Bas couvrait 37,4 % des besoins en énergie primaire du pays, taux d'indépendance énergétique inférieur à la moyenne de l'Europe. Elle a fortement augmenté de 1963 (431 PJ) à 1974 (2 819 PJ) grâce à la mise en exploitation du gisement de Groningue ; ensuite, elle a assez peu varié pendant 40 ans, avec deux pics en 1977 (3 245 PJ) et 1996 (3 147 PJ), mais elle baisse rapidement depuis 2014 (2 555 PJ) pour atteindre 1 776 PJ en 2017, soit 56 % des besoins du pays.

### Gaz naturel

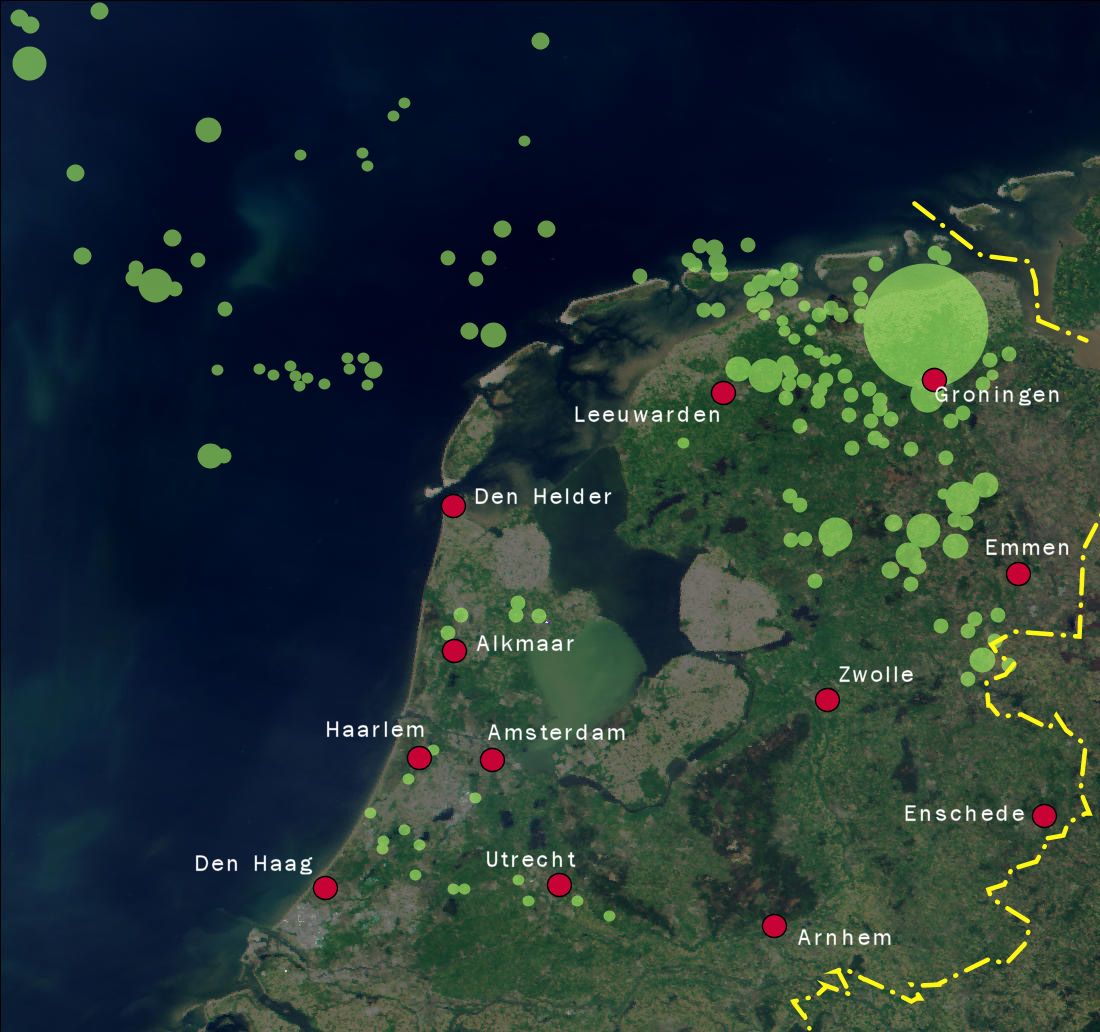
Carte des gisements gaziers néerlandais, dont le champ principal situé sous Groningue

Les réserves gazières prouvées récupérables des Pays-Bas étaient estimées par l'Institut fédéral pour les sciences de la terre et les ressources naturelles allemand (BGR - Bundesanstalt für Geowissenschaften und Rohstoffe (de)) à 93 Gm3 (milliards de mètres cubes) fin 2022, soit 5 années de production au rythme de 2022 : 18,3 Gm3. Les Pays-Bas disposent aussi de 512 Gm3 de ressources gazières additionnelles non récupérables dans les conditions actuelles.
En 2023, les Pays-Bas ont produit 9,9 Gm3 de gaz naturel, soit 0,35 EJ, représentant 0,2 % de la production mondiale, en baisse de 34,2 % en 2023 et de 87 % depuis 2013. La production nationale ne couvre plus que 38 % de la consommation du pays : 25,8 Gm3, qui baisse de 6,4 % en 2023 et s'est réduite de 34 % depuis 2013.
En 2017, la production de gaz naturel des Pays-Bas était encore très importante : 43 915 Mm3 (millions de mètres cubes) en 2017 ; elle couvrait encore les besoins en gaz du pays (41 097 Mm3) et l'excédent est exporté (1 724 Mm3 d'exportation nette en 2017). Démarrée en 1947, elle est restée modeste jusqu'en 1964 (869 Mm3), puis a décollé jusqu'à atteindre un pic à 97 953 Mm3 en 1977 ; ensuite elle a régressé jusqu'à 72 011 Mm3 en 1982, puis s'est stabilisée entre 70 000 et 90 000 Mm3 pendant 30 ans, avant de plonger rapidement à partir de 2014.
Le gisement de Groningue, le plus grand gisement de gaz naturel d'Europe occidentale, fut découvert en 1959, dans la province de Groningue au nord des Pays-Bas. Les réserves furent évaluées à quelque 2 820 Unité de l'industrie du pétrole et du gazGm 3 (soit 100 Tcf, ou 17 Gep), ce qui en faisait un des plus gros gisements connus dans le monde. Le gouvernement incita les particuliers et les industries à convertir leurs équipements pour utiliser du gaz au lieu de charbon. L'infrastructure de distribution nécessaire fut mise en place, et Groningue alimenta une conversion massive de l'économie néerlandaise à ce combustible, favorisant de plus les exportations. Les mines de charbon du pays furent fermées.
En 1975, Groningue produisit environ 80 Gm3 de gaz, soit 80 % de la production du pays. Mais à cette époque la politique changea : les chocs pétroliers ayant prouvé que les hydrocarbures étaient plus précieux qu'on ne le pensait, et l'optimisme sur l'avenir de l'énergie nucléaire étant de plus en plus remis en cause, il fut alors décidé de :
1. Limiter la production de gaz de Groningue en dessous de sa capacité technique.
2. Développer aussi vite les petits gisements (inférieurs d'au moins deux ordres de grandeur en taille), dont environ la moitié sont offshore. Groningue restera un fournisseur majeur de gaz européen jusqu'en 2030 au moins.

Le Premier ministre néerlandais Mark Rutte a annoncé le 29 mars 2018 la fin de l'extraction du gaz de Groningue : elle sera réduite à 12 milliards de mètres cubes par an d'ici 2022 (contre 54 milliards en 2013 et 80 milliards dans les années 1970) pour tomber à zéro avant 2030. Cette décision est motivée par la multiplication des tremblements de terre causés par les poches de vide souterraines créées par l'extraction du gaz. Apparus à la fin des années 1980, ces séismes, limités à quatre par an entre 1991 et 2002, se sont multipliés avec un record de 29 glissements de terrain enregistrés en 2011 ; leur intensité ne dépassait pas une puissance de 3 sur l'échelle de Richter pour les premiers, mais en 2012 un tremblement de terre d'une puissance de 3,6 a endommagé des milliers d'habitations, suivi par un autre presque aussi fort (3,4) en janvier 2018, dépréciant la valeur des maisons dans la région.
Le programme énergétique publié par le gouvernement en 2017 annonce une politique de résorption progressive de l'utilisation du gaz naturel par des incitations aux économies d'énergie, en particulier par l'isolation des logements, la fin des constructions de nouvelles infrastructures gazières, le développement des réseaux de chaleur.
Le gouvernement néerlandais a décidé en septembre 2019 d'avancer de huit années l'arrêt du gisement de Groningue, qui était programmé en 2030 et est désormais fixé à la mi-2022. Cette décision a été prise en réponse à la colère des riverains de ce gisement, qui subissent des mini-tremblements de terre dont certains ont endommagé des bâtiments. La production tombera dès 2020 en dessous de 12 milliards de mètres cubes, niveau considéré comme « sûr » pour éviter les dégâts, alors que le gisement produisait plus de 50 milliards de mètres cubes il y a cinq ans.
Le 1er octobre 2023, les Pays-Bas cessent officiellement l'extraction de gaz naturel dans le gisement de Groningue. Le site fermera définitivement en 2024 et sera démantelé par la suite. En attendant, le gouvernement conserve les installations en « sommeil » et se réserve la possibilité de les redémarrer, en cas de circonstances extrêmes.

### Pétrole
La production de pétrole des Pays-Bas n'a jamais été très importante : en 2017, elle atteint 63,5 PJ, soit 3,6 % de la production d'énergie du pays ; depuis 1946, elle n'a dépassé 100 PJ qu'en 1965 et 1966 ainsi que de 1983 à 2007, avec un pic à 214 PJ en 1986.
Du fait de l'épuisement des ressources, les 155 plates-formes offshore encore en service dans les eaux territoriales néerlandaises vont devoir être démantelées ; seules 75 d'entre elles devaient encore être en service en 2026 ; de plus, 700 puits sous-marins doivent être bouchés. Le chantier devrait coûter au moins 5 milliards d'euros ; il est mené par Energie Beheer Nederland (EBN), une société détenue à 40 % par l'État néerlandais ; les compagnies pétrolières bénéficient par ailleurs de réductions d'impôt au titre de ces travaux de démolition.

### Charbon
La production de charbon des Pays-Bas couvrait la majeure partie des besoins d'énergie dans l'immédiat après-guerre : 241 PJ sur 362 PJ en 1946 ; elle a connu un pic à 350 PJ en 1952, puis a décliné jusqu'à son arrêt définitif en 1975.

### Géothermie
Les Pays-Bas ont largement développé l'utilisation de la géothermie de surface pour le chauffage et la climatisation : 96 % des projets de construction s'accompagnent en 2024 de celui d'une géothermie de surface, en milieu urbain comme rural.

## Importations et exportations d'énergie primaire
En 2022, les importations d'énergie primaire des Pays-Bas ont atteint 7 810 PJ et leurs exportations 5 128 PJ ; le solde importateur de 2 682 PJ représente un peu plus de 100 % de la consommation d'énergie primaire du pays alors que la production nationale en couvre 37 % (taux d'indépendance énergétique) ; les ressources (production nationale + solde importateur) couvrent en effet, outre la demande intérieure (consommation d'énergie primaire), les soutes internationales (consommation d'énergie des moyens de transport internationaux maritimes et aériens), très importantes aux Pays-Bas (648 PJ en 2022) du fait du trafic considérable des ports de Rotterdam, premier port européen et quatrième port mondial, et d'Amsterdam, ainsi que des aéroports de Rotterdam et d'Amsterdam.

### Pétrole
Les importations de pétrole brut (2 658 PJ) et de produits pétroliers (3 593 PJ) en 2022 représentent 80 % des importations d'énergie du pays ; la majeure partie est réexportée : 29 PJ de brut et 4 430 PJ de produits pétroliers, après raffinage du brut importé ; Rotterdam est le principal port d'importation de pétrole en Europe. La consommation intérieure de pétrole et produits pétroliers (1 026 PJ) ne représente que 16,4 % des importations.

### Gaz naturel
Les Pays-Bas ont importé 1 173 PJ de gaz naturel en 2022 et en ont exporté 536 PJ ; le solde importateur de 638 PJ, soit 65 % de la consommation intérieure, succède à des soldes exportateurs de 26 % de la production nationale en 2016 et 47 % en 2013.

## Consommation intérieure d'énergie primaire
L'Energy Institute (EI) estime la consommation d'énergie primaire des Pays-Bas à 3,44 EJ en 2023, en baisse de 0,1 % en 2023 et de 10 % en dix ans, soit 0,6 % de la consommation mondiale. Elle se répartissait en 81,1 % d'énergies fossiles (pétrole : 49 %, gaz naturel : 27 %, charbon : 5 %), 1,2 % d'énergie nucléaire et 17,7 % d'énergies renouvelables. La consommation par habitant en 2023 était de 195,0 GJ, soit 2,5 fois la moyenne mondiale (77 GJ), 46 % au-dessus de celle de la France : 133,8 GJ, 42 % au-dessus de celle de l'Allemagne : 137,0 GJ, mais 30 % au-dessous de celle des États-Unis : 277,3 GJ.
En 2022, selon l'Agence internationale de l'énergie (AIE), la consommation intérieure d'énergie primaire du pays s'élevait à 2 665 PJ, en baisse de 5 % par rapport à 1990, constituée à 83,8 % de combustibles fossiles (pétrole : 38,5 %, gaz naturel : 36,7 %, charbon : 8,7 %), du nucléaire pour 1,7 %, des énergies renouvelables pour 15,1 % (surtout biomasse-déchets : 9,1 % et éolien+solaire : 5,6 %), moins 0,6 % d'exportations d'électricité.
L'AIE estime, avec des conventions différentes de celles de l'EI, la consommation d'énergie primaire par habitant aux Pays-Bas à 150,6 GJ en 2022 et 169,9 GJ en 2021, supérieure de 117 % à la moyenne mondiale : 78,4 GJ, de 16 % à celle de la France : 129,4 GJ et de 12 % à celle de l'Allemagne : 134,2 GJ, mais inférieure de 44 % à celle des États-Unis : 269,5 GJ.

## Raffinage
Les Pays-Bas disposent de six raffineries, dont cinq à Rotterdam :
- Raffinerie de Flessingue[19] (Total et Lukoil) : 180 000 barils par jour ;
- Raffinerie de Rotterdam Shell[20] : 420 000 bbl/j ;
- Raffinerie de Rotterdam BP[21] : 380 000 bbl/j ;
- Raffinerie de Rotterdam ExxonMobil[22] : 220 000 bbl/j ;
- Raffinerie de Rotterdam Q8 (Kuwait Petroleum Corporation)[23] : 100 000 bbl/j ;
- Raffinerie de Rotterdam Neste Oil[24] : 16 000 bbl/j (raffinerie de biodiesel mise en service en 2011).

## Oléoducs et gazoducs

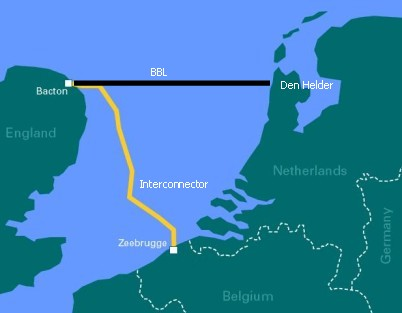
Gazoduc BBL, long de 235 km, reliant les Pays-Bas au Royaume-Uni.

Le BBL Pipeline relie le terminal gazier de Bacton en Angleterre à la côte néerlandaise près de La Haye ; mis en service fin 2006, il a une capacité de 19 milliards de m3 par an et permet l'exportation de gaz néerlandais et russe vers le Royaume-Uni.
Le terminal GNL de Rotterdam Gate Terminal, mis en service en 2011 par Gasunie et Vopak, a une capacité de regazéification de 12 milliards de m³/an et de stockage de 540 000 m³,.

## Consommation finale d'énergie
En 2021, la consommation finale d'énergie des Pays-Bas s'élevait à 2 344 PJ, dont 16,5 % d'électricité et 3,6 % de chaleur de réseau, répartis en : 24,1 % pour l'industrie, 16,4 % pour les transports, 17,7 % pour le secteur résidentiel, 11,4 % pour le secteur tertiaire, 7,1 % pour l'agriculture et 22,9 % d'usages non énergétiques (chimie).

## Acteurs du marché

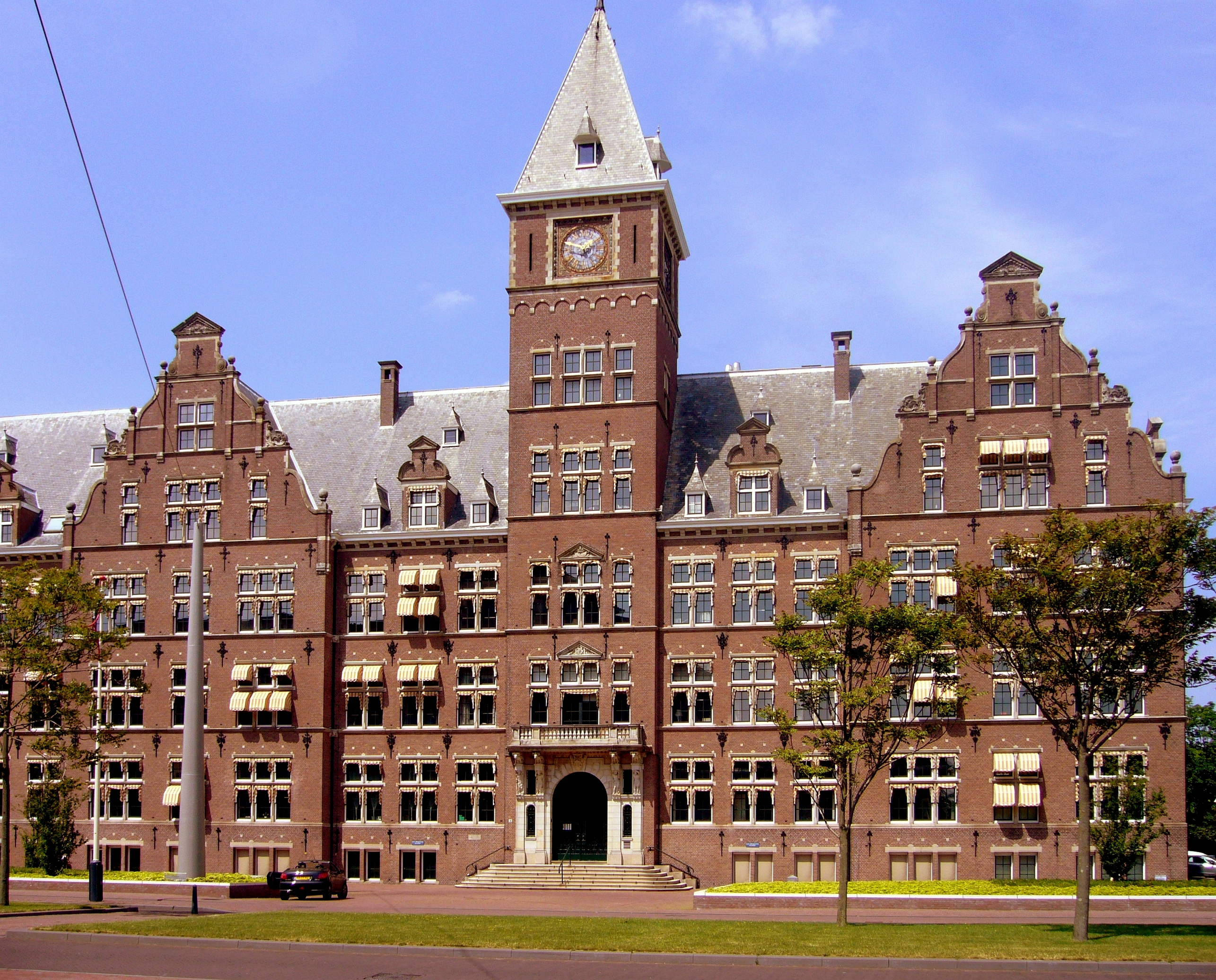
Siège social de Shell à La Haye aux Pays-Bas au 23, rue Carel van Bylandtlaan.

Shell, multinationale pétrolière anglo-néerlandaise, a son siège à La Haye, figure en 2012 au 1er rang mondial des entreprises pétrolières ainsi qu'au 1er rang mondial des entreprises tous secteurs quant au chiffre d'affaires.

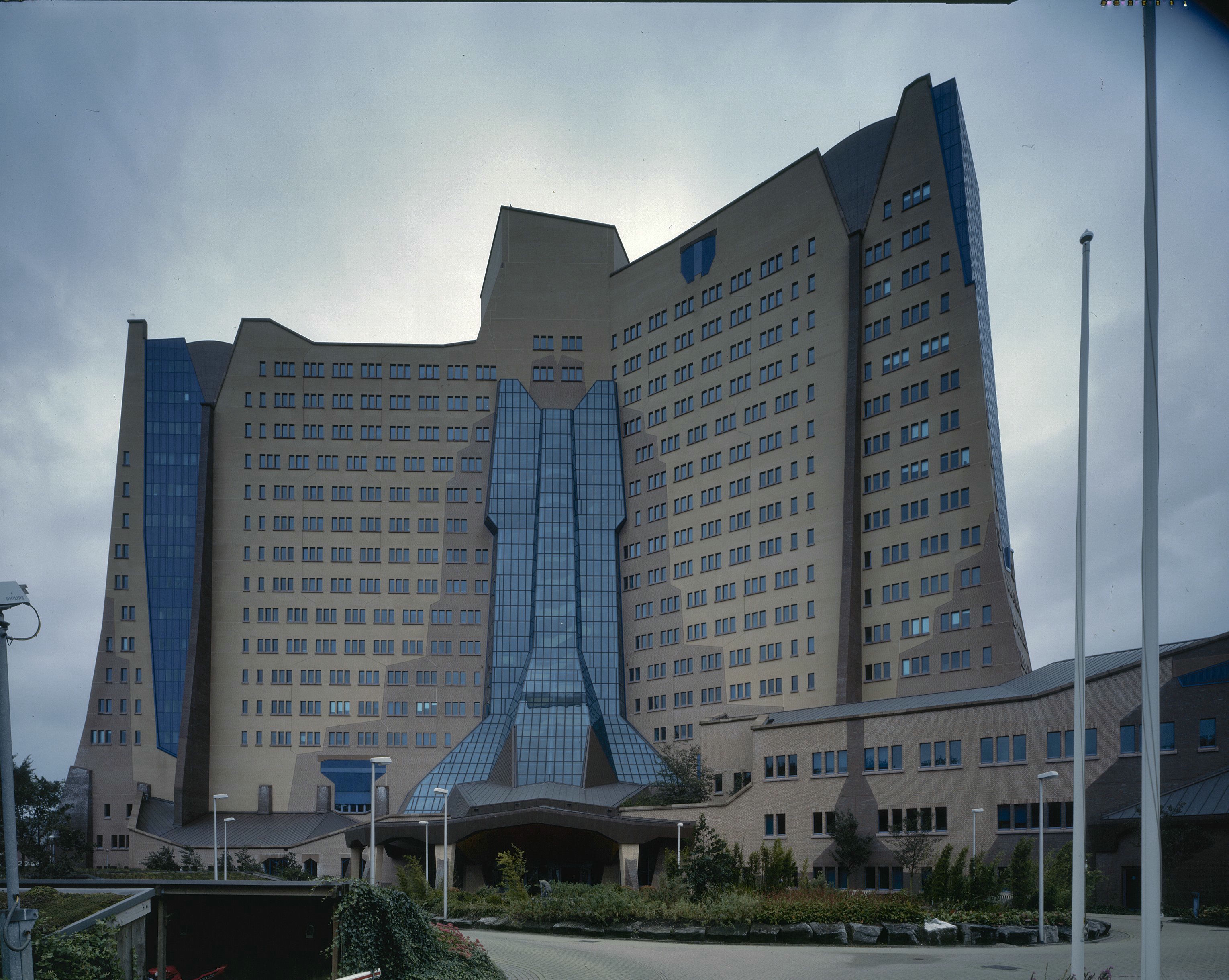
Siège social de Gasunie à Groningue.

N.V. Nederlandse Gasunie, usuellement abrégé en Gasunie, est l'entreprise semi-publique fondée en 1963 par l'état néerlandais (50 %), Royal Dutch Shell (25 %) et ExxonMobil (25 %) pour vendre et distribuer le gaz naturel de la province de Groningue. En 2005, ses activités de négoce de gaz ont été transférées à  GasTerra, appartenant aux deux actionnaires privés, et Gasunie, désormais propriété à 100 % de l'état, n'a conservé que le réseau de gazoducs : 12 000 km aux Pays-Bas, 3 100 km en Allemagne, ainsi que 60 % des parts du gazoduc BBL, long de 235 km, reliant les Pays-Bas au Royaume-Uni, et 42,5 % de Gate Terminal, le premier terminal d'importation de GNL des Pays-Bas, sur le Maasvlakte à Rotterdam.
Eneco, propriété des 53 municipalités néerlandaises, est en cours de privatisation début 2019. Shell a officiellement déclaré son intérêt en janvier, en association avec le fonds de pension néerlandais PGGM ; Total, Engie, le financier australien Macquarie et d'autres fonds d'investissement envisagent de déposer une offre. Outre ses activités de distribution d'électricité et de gaz, Eneco dispose de 3 gigawatts de capacités de production, dont 2 d'origine renouvelable (éolien, solaire, biomasse), et a dégagé un chiffre d'affaires de 3,3 milliards d'euros en 2017, en hausse de 22 %.

## Secteur électrique

### Puissance installée
Au 31 décembre 2016, les Pays-Bas disposaient de 34 637 MW de puissance installée (6 390 installations), répartie en :
- centrales de cogénération (4 018 installations): 12 728 MWe et 63,2 TJ/h de chaleur, dont :
  - moteurs à combustion interne (3 857 installations): 3 229 MWe et 15,6 TJ/h ;
  - turbines à vapeur (44 centrales): 1568 MWe et 9,1 TJ/h ;
  - centrales à cycle combiné gaz (46 centrales): 5 806 MWe et 26,4 TJ/h ;
  - turbines à gaz (67 centrales): 1 022 MWe et 12,1 TJ/h ;
- centrales électriques (2 372 installations) : 2 004 MW, dont :
  - turbines à vapeur (16 centrales): 7 882 MW ;
  - centrales à cycle combiné gaz (14 centrales): 8 244 MW ;
  - centrale nucléaire (1 centrale) : 510 MW ;
  - centrales hydroélectriques (7 centrales): 37 MW ;
  - éoliennes (2 331 éoliennes) : 4 257 MW ;
  - solaire : 2 049 MW ;
  - autres (3 installations) : 25 MW.

### Production d'électricité
Selon l'Energy Institute, en 2023 les Pays-Bas ont produit 122,3 TWh, en hausse de 0,4 % en 2023 et de 21 % par rapport à 2013. La part des Pays-Bas dans la production mondiale est de 0,4 %. La part des combustibles fossiles atteint 47,6 % (gaz naturel : 37,5 %, charbon : 8,7 %, pétrole : 1,3 %), celle du nucléaire 3,3 %, celle des énergies renouvelables de 47,6 % et celle des autres sources non renouvelables 1,7 %. La part de l'éolien est de 23,6 %, celle du solaire de 17,3 %, celle de la biomasse-déchets de 6,5 % et celle de l'hydroélectricité de 0,1 %.
| Source                                                  | 1990  | %    | 2000  | %    | 2010   | %    | 2020   | %    | 2022   | % 2022 | var. 2022/1990 |
| Charbon                                                 | 27,50 | 38,2 | 27,11 | 30,2 | 25,80  | 21,6 | 10,08  | 8,2  | 17,41  | 14,3 % | -37 %          |
| Pétrole                                                 | 3,06  | 4,3  | 2,64  | 2,9  | 1,25   | 1,0  | 1,34   | 1,1  | 1,53   | 1,3 %  | -50 %          |
| Gaz naturel                                             | 36,53 | 50,8 | 51,52 | 57,5 | 75,33  | 63,2 | 72,55  | 58,8 | 47,84  | 39,3 % | +31 %          |
| Total fossiles                                          | 67,09 | 93,2 | 81,28 | 90,7 | 102,38 | 85,8 | 84,09  | 68,1 | 66,78  | 54,9 % | +0 %           |
| Nucléaire                                               | 3,50  | 4,9  | 3,93  | 4,4  | 3,97   | 3,3  | 4,09   | 3,3  | 4,16   | 3,4 %  | +19 %          |
| Hydraulique                                             | 0,08  | 0,1  | 0,14  | 0,2  | 0,1    | 0,1  | 0,05   | 0,04 | 0,05   | 0,04 % | -42 %          |
| Biomasse                                                | 0,13  | 0,2  | 0,72  | 0,8  | 5,28   | 4,4  | 6,65   | 5,4  | 7,44   | 6,1 %  | +5806 %        |
| Déchets renouv.                                         | 0,54  | 0,7  | 1,27  | 1,4  | 1,76   | 1,5  | 2,19   | 1,8  | 2,22   | 1,8 %  | +313 %         |
| Éolien                                                  | 0,06  | 0,08 | 0,83  | 0,9  | 3,99   | 3,3  | 15,28  | 12,4 | 21,62  | 17,8 % | x386           |
| Solaire                                                 |       |      | 0,008 | 0,01 | 0,06   | 0,01 | 8,57   | 6,9  | 16,83  | 13,8 % | ns             |
| Total EnR                                               | 0,81  | 1,1  | 2,97  | 3,3  | 11,20  | 9,4  | 32,74  | 26,6 | 48,16  | 39,6 % | +5876 %        |
| Déchets non renouv.                                     | 0,39  | 0,5  | 1,21  | 1,3  | 1,56   | 1,3  | 1,97   | 1,6  | 1,98   | 1,6 %  | +403 %         |
| autres                                                  | 0,17  | 0,2  | 0,25  | 0,3  | 0,15   | 0,1  | 0,51   | 0,4  | 0,53   | 0,4 %  | +204 %         |
| Total                                                   | 71,97 | 100  | 89,63 | 100  | 119,27 | 100  | 123,29 | 100  | 121,61 | 100 %  | +69 %          |
| Source des données : Agence internationale de l'énergie |       |      |       |      |        |      |        |      |        |        |                |

#### Thermique fossile

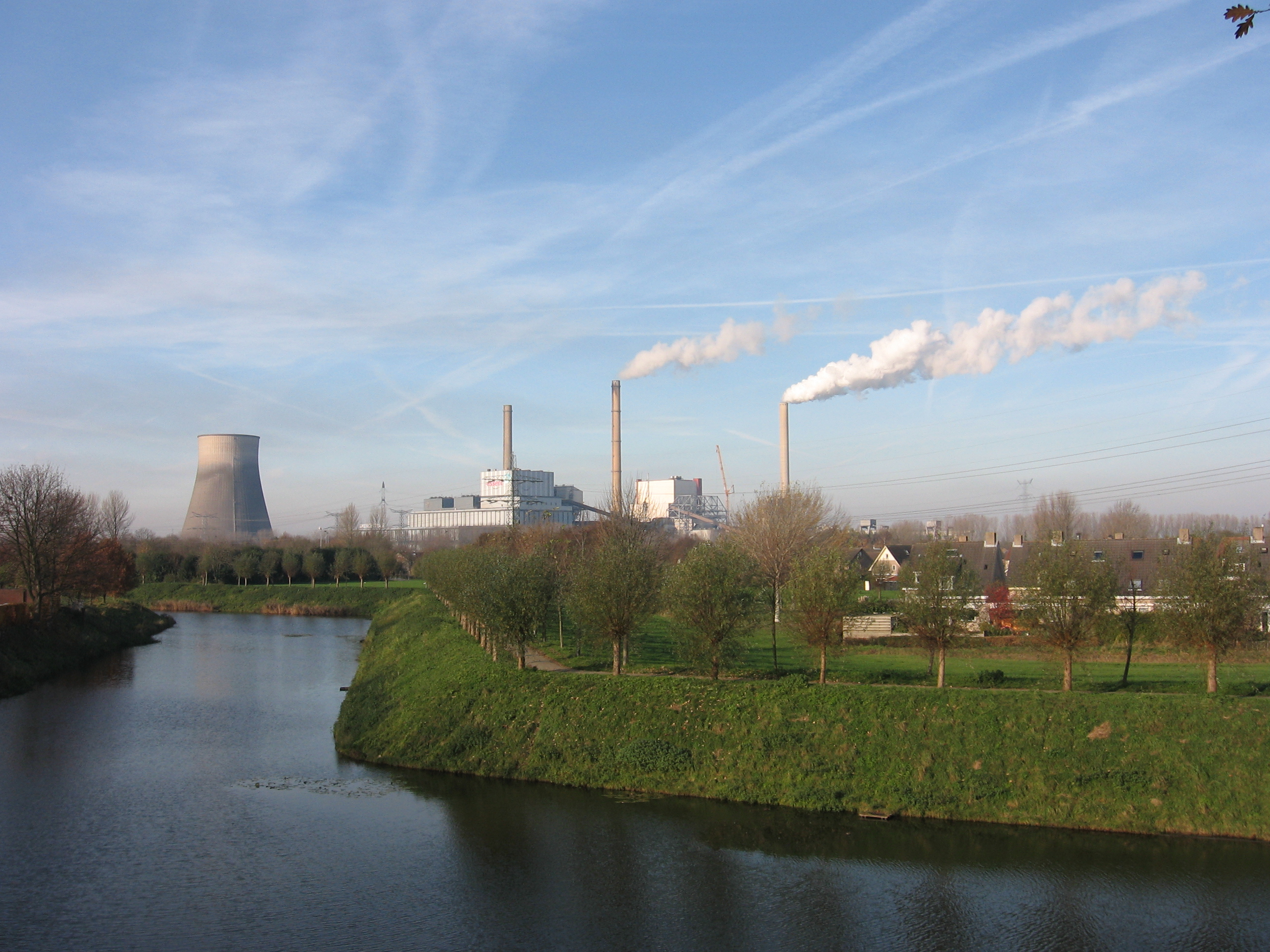
Amercentrale (centrale de l'Amer) à Mont-Sainte-Gertrude.

La centrale de l'Amer (Amercentrale) une centrale au charbon de la compagnie Essent, sur la rive gauche de la rivière Amer dans la commune de Mont-Sainte-Gertrude  (Geertruidenberg) dans la province du Brabant-Septentrional ; cette centrale mise en service en 1952 est la plus puissante centrale au charbon des Pays-Bas, avec deux groupes qui produisent 1 245 MW d'électricité plus 600 MW de chaleur pour le chauffage urbain et les serres horticoles.

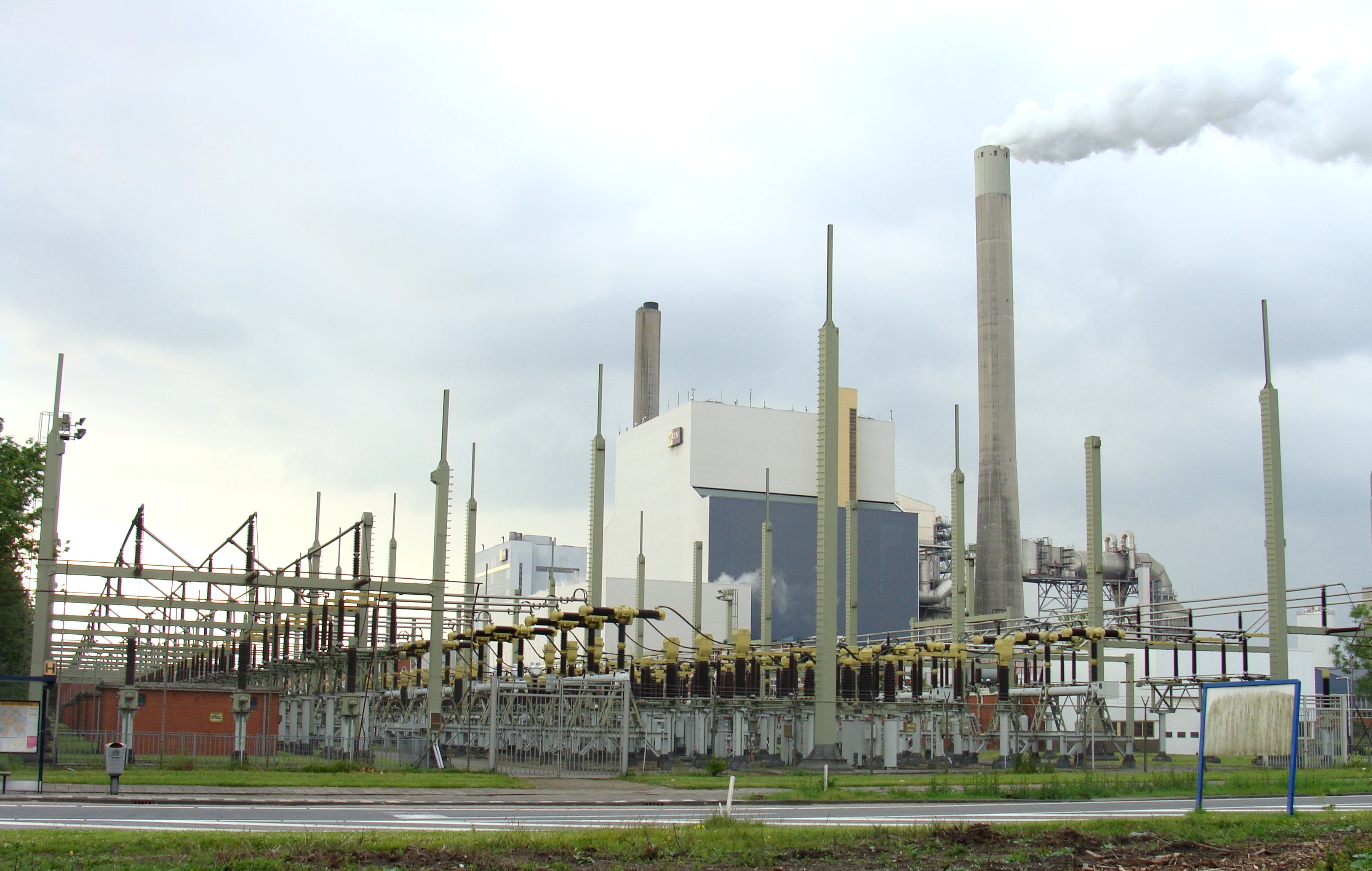
Centrale de Hemweg en 2009.

La centrale de Hemweg (Nuon-Vattenfall) au nord d'Amsterdam dispose d'une unité à charbon (1994) de 630 MW et d'une unité à gaz (1979) qui va être remplacée par une nouvelle unité de 435 MW au rendement record de 59 %.
La centrale à cycle combiné gaz de Magnum de Nuon-Vattenfall (1311 MWe) à Eemshaven près de Groningue a été mise en service en 2012-2013 ; elle a un rendement de 58 % ; Vattenfall souhaite en faire un cycle combiné à gazéification intégrée qui transformera du charbon et de la biomasse en gaz, mais un accord avec les associations environnementalistes l'engage à repousser ce projet à 2020.
| Opérateur                  | Site (unités)              | Ville           | Combustible      | MWe                 | Mise en service        | réf.   |
| -------------------------- | -------------------------- | --------------- | ---------------- | ------------------- | ---------------------- | ------ |
| EDF/DELTA                  | Sloe                       | Vlissingen      | Gaz naturel      | 870                 | 2010                   | [ 32 ] |
| GDF SUEZ Energie Nederland | Eems                       | Eemshaven       | Gaz naturel      | 1750                | 1996                   | ,      |
| Nuon                       | Magnum                     | Eemshaven       | Gaz naturel      | 1311                | 2013                   | ,      |
| GDF SUEZ Energie Nederland | Flevo Maxima               | Lelystad        | Gaz naturel      | 880                 | 2010                   | ,      |
| Essent                     | Claus (A et C)             | Maasbracht      | Gaz naturel      | 1900                | 1977 (unité C en 2012) | [ 32 ] |
| Eneco/Dong Energy          | Enecogen                   |                 | Gaz naturel      | 870                 | 2011                   | [ 32 ] |
| Essent                     | Moerdijk                   |                 | Gaz naturel      | 769                 | 1997                   | [ 32 ] |
| Nuon                       | Lage Weide & Merwedekanaal | Utrecht         | Gaz naturel      | 474 MWe et 470 MWth | 1995                   | ,      |
| Essent                     | Swentibold                 |                 | Gaz naturel      | 231                 | 1999                   |        |
| EPZ                        | Borssele (BS12)            | Borssele        | Charbon          | 426                 | 1988                   |        |
| GDF SUEZ Energie Nederland | Gelderland (CG13)          | Nijmegen        | Charbon/biomasse | 602                 | 1982                   | ,      |
| E.ON                       | Maasvlakte (MV1 and MV2)   | Rotterdam       | Charbon/biomasse | 1040                | 1988                   | [ 37 ] |
| E.ON                       | Maasvlakte (MPP3)          | Rotterdam       | Charbon          | 1070                | 2013                   | ,      |
| Essent                     | Amercentrale (AC8 et AC9)  | Geertruidenberg | Charbon/biomasse | 1245                | 1981 (AC9 en 1994)     | [ 37 ] |
| NUON                       | Hemweg (HW8)               | Amsterdam       | Charbon          | 630                 | 1995                   | ,      |

centrales en construction :

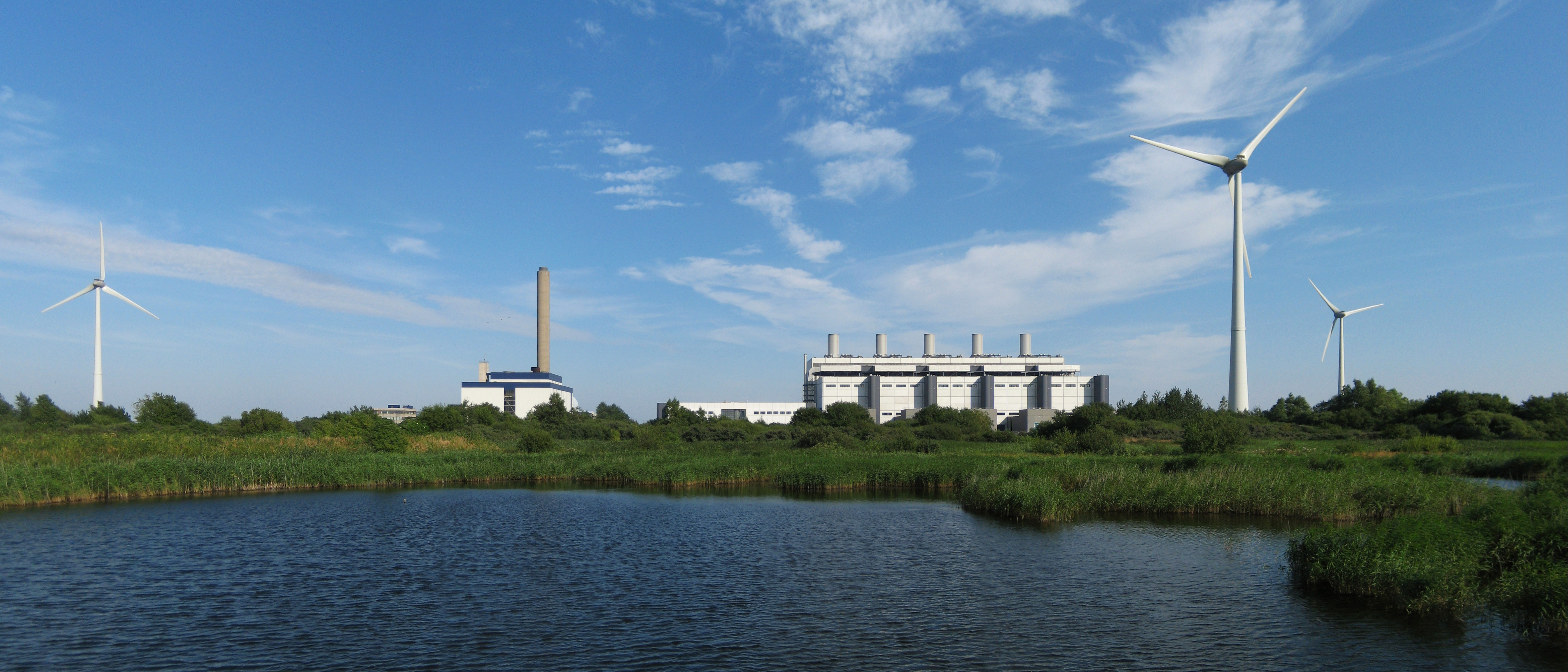
Centrale de l'Eems à Eemshaven en 2012.

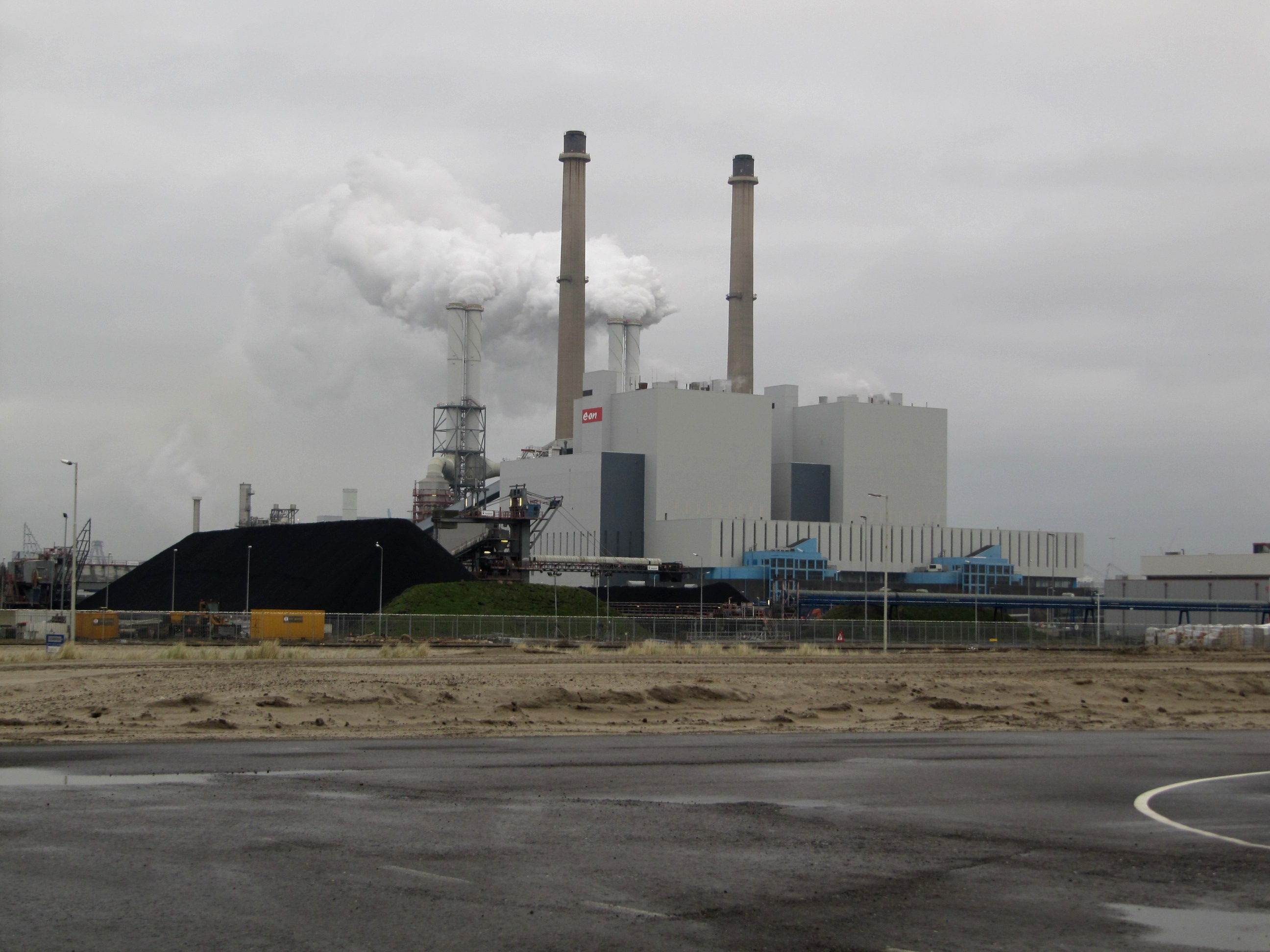
Centrale de Maasvlakte en 2010.

- Eemshaven (RWE Energy Nederland) : 2x800 MW, charbon/biomasse, chantier lancé en 2009, mise en service attendue en 2014[37].
- Maasvlakte Electrabel (GDF SUEZ Energie Nederland) : 800 MW, charbon/biomasse, chantier lancé en 2009, mise en service attendue en 2013[37].

#### Nucléaire

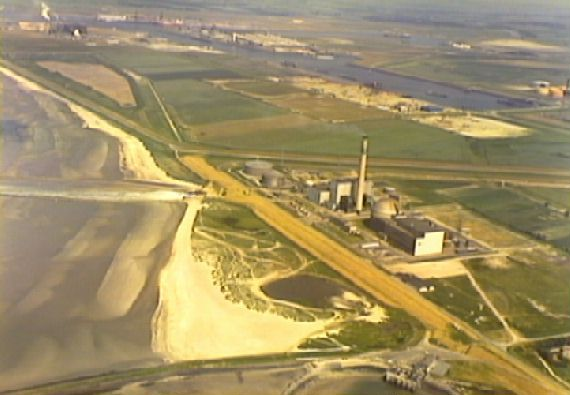
Site de la Centrale nucléaire de Borssele en 2005.

La seule centrale nucléaire en activité aux Pays-Bas est la centrale nucléaire de Borssele, dotée d'un réacteur à eau pressurisée de 485 MWe mis en service en 1973 près du village de Borssele sur la presqu'île de Zuid-Beveland, en Zélande, au sud du pays. À l'origine, elle avait été construite principalement pour fournir de  l'électricité à coût modéré pour une fonderie d'aluminium, installée à proximité par le groupe français Pechiney, qui pendant de nombreuses années a consommé les deux tiers de la production de la centrale. Elle appartenait à la société EPZ, filiale commune (50/50) aux groupes Essent et Delta. Après le rachat d'Essent par l'allemand RWE, les parts d'Essent dans EPZ ont été transférées à une nouvelle compagnie (Energy Resources Holding, ERH) appartenant aux autorités provinciales et municipales, dont celles qui étaient déjà à l'origine actionnaires d'Essent.
La politique gouvernementale a changé à plusieurs reprises au sujet du nucléaire : en 1994, le gouvernement et le parlement décidèrent de fermer la centrale de Borssele en 2004. Mais, à la suite des actions en justice des propriétaires et des employés de la centrale et de changements politiques en 2002, la fermeture fut repoussée à 2013, ce qui laissait la centrale accomplir exactement sa durée de vie initialement prévue de 40 ans. Au cours des dernières années l'énergie nucléaire est devenue moins sujette à controverses aux Pays-Bas et est de plus en plus considérée comme l'un des moyens de réduire les émissions de CO2 et d'accroître l'indépendance énergétique nationale. Finalement, le gouvernement a décidé en 2006 que Borssele resterait en fonctionnement jusqu'en 2033.
Delta a déposé en 2009 un dossier préliminaire auprès du ministère concerné en vue de l'autorisation pour la construction d'un nouveau réacteur à Borssele, dont elle prévoyait la mise en service pour 2018 ; la demande finale d'autorisation devait être déposée en 2011, pour un réacteur de 1000 à 1 600 MW ; mais en janvier 2012, Delta a annoncé le report pour deux ou trois ans de sa décision de construire, du fait du climat défavorable causé par la crise : faible demande, bas prix de gros de l'électricité, surcapacité, etc. ERH avait également annoncé en 2010 son intention de construire une nouvelle centrale pouvant atteindre 2 500 MW, dont le chantier aurait débuté en 2015 pour s'achever en 2019.
En décembre 2018, Klaas Dijkhoff, chef du groupe parlementaire du VVD (Parti populaire libéral et démocrate), le parti du Premier ministre Mark Rutte, a proposé de construire une nouvelle centrale nucléaire. Un sondage en date du 7 novembre 2018 révèle que 54 % des Hollandais sont favorables à l’utilisation de l’énergie nucléaire contre seulement 35 % d’avis défavorable.
La centrale nucléaire de Dodewaard (58 MWe), la première centrale nucléaire construite aux Pays-Bas, mise en service en 1969, a été définitivement arrêtée en 1997, sept ans avant l'échéance initiale, et est en cours de démantèlement.
Les deux réacteurs de Petten (réacteur à haut flux - HFR 45 MWth et réacteur à bas flux -LFR 30 kW), mis en service en 1960, sont des réacteurs de recherche et d'essais, et produisent des radio-isotopes à usage médical (60 % des besoins européens et 30 % des besoins mondiaux) ; le HFR appartient à la Commission européenne ; le gouvernement néerlandais a approuvé en janvier 2012 le remplacement du HFR par un nouveau réacteur : Pallas, qui serait mis en service en 2022.
L'université technique de Delft possède en outre un réacteur de recherche de 2 MWth.
Un sondage publié le 7 novembre 2018 révèle que 54 % des sondés est favorable au recours à l’énergie nucléaire, alors que seuls 35 % des sondés se sont déclarés opposés au nucléaire. Début novembre, Klaas Dijkhoff, président du groupe parlementaire du VVD, le parti politique du Premier ministre Mark Rutte, propose de construire une nouvelle centrale.
Le gouvernement de Mark Rutte envisage en 2020 de construire de 3 à 10 centrales nucléaires à partir de 2025. En septembre 2020, la Chambre des représentants a adopté une motion de la CDA, du VVD, du PVV et du SGP, demandant au gouvernement d’étudier comment les Pays-Bas peuvent encourager les entreprises à investir à nouveau dans l’énergie nucléaire Le gouvernement publie le 22 septembre 2020 un rapport sur le rôle possible du nucléaire dans le futur mix électrique national, et annonce une grande consultation publique sur la construction de nouveaux réacteurs.
Le 15 décembre 2021, la nouvelle coalition gouvernementale présente son accord de gouvernement, qui prévoit, pour la première fois depuis un demi-siècle, de construire deux nouvelles centrales nucléaires. Les partis de centre-droit CDA et VVD plaidaient pour construire au moins huit centrales, tandis que Christen Unie et D66 s’opposaient à toute nouvelle construction, notamment en raison du coût de tels aménagements. Les enjeux de réduction de 55 % les émissions de gaz à effet de serre d’ici à 2030 ont finalement mené à un consensus. Les deux nouvelles centrales nucléaires devraient être achevées d'ici à 2035, près de la ville de Borsele, et fournir jusqu'à 13 % de l'électricité dont le pays a besoin. Mark Rutte souhaite en ajoutant le nucléaire au bouquet énergétique réduire les émissions de dioxyde de carbone liées à la production d'électricité et rendre les Pays-Bas moins dépendants des pays d'origine des combustibles fossiles. Les deux nouveaux réacteurs pourraient avoir une puissance de 1 000 à 1 650 MWe, d'où la fourchette annoncée de 9 à 13 % de la production électrique du pays.

#### Énergies renouvelables
En 2021, les Pays-Bas se classaient au 15e rang parmi les 27 pays de l'Union européenne pour la part des énergies renouvelables dans la consommation brute d'électricité : 30,4 % ; l'Autriche, placée au 1er rang, était à 76,2 % d'EnR et la Suède à 75,7 %, l'Allemagne (8e) à 43,7 % et la France (18e) à 25,0 %.
| Source                                                        | 2000  | 2010  | 2015   | 2019   | 2020   | 2021   | 2022   | part 2022* |
| Hydraulique                                                   | 0,14  | 0,10  | 0,09   | 0,07   | 0,05   | 0,09   | 0,05   | 0,04 %     |
| Éolien                                                        | 0,83  | 3,99  | 7,55   | 11,51  | 15,28  | 18,00  | 21,62  | 17,8 %     |
| Solaire                                                       | 0,008 | 0,06  | 1,11   | 5,40   | 8,57   | 11,49  | 16,83  | 13,8 %     |
| Biomasse+déchets                                              | 1,99  | 7,04  | 4,92   | 5,81   | 8,85   | 10,88  | 9,67   | 7,9 %      |
| dont biomasse solide                                          | 0,43  | 4,25  | 1,90   | 2,84   | 5,78   | 7,86   | 6,64   | 5,5 %      |
| dont biogaz                                                   | 0,29  | 1,03  | 1,04   | 0,89   | 0,87   | 0,81   | 0,80   | 0,7 %      |
| dont déchets municipaux                                       | 1,27  | 2,79  | 1,98   | 2,08   | 2,19   | 2,21   | 2,22   | 1,8 %      |
| Production brute EnR                                          | 2,25  | 11,20 | 13,67  | 22,80  | 32,74  | 40,46  | 48,16  | 39,6 %     |
| Part EnR/prod.élec.*                                          | 2,5 % | 9,4 % | 12,4 % | 18,8 % | 26,6 % | 33,1 % | 39,6 % |            |
| * part dans la production totale d'électricité. Source : AIE, |       |       |        |        |        |        |        |            |

##### Biomasse
La biomasse a fourni 6,1 % de la production d'électricité en 2022 ; avec les déchets renouvelables, sa part atteint 7,9 %.

##### Hydroélectricité
L'hydroélectricité représente seulement 0,04 % de la production totale d'électricité en 2022.

### Importations et exportations

Tracé de BritNed.

Les Pays-Bas sont reliés au Royaume-Uni par un câble sous-marin : BritNed, liaison de transport d'électricité en courant continu à très haute tension avec le Royaume-Uni d'une capacité de 1 000 MW, co-gérée par TenneT et son homologue britannique National Grid.

Tracé de NorNed.

De même, ils sont reliés à la Norvège par une liaison de transport d'électricité en courant continu à très haute tension : NorNed, reliant le village de Feda au sud de la Norvège et le port d'Eemshaven aux Pays-Bas, dont la capacité est de 700 MW, co-gérée par TenneT et son homologue norvégien Statnett. Elle a été installée en décembre 2007 et mise en service le 6 mai 2008. Avec 580 km, NorNed est le câble électrique sous-marin le plus long au monde.
Une nouvelle interconnexion HVDC est par ailleurs envisagée entre le Danemark (Energinet.dk) et les Pays-Bas (TenneT), dans un projet intitulé Cobra. Son but est de développer plus avant le marché européen de l'électricité, mais aussi de mieux intégrer les énergies renouvelables (éolien notamment) dans le réseau électrique.
L'Union pour la coordination du transport de l'électricité (ENTSO-E) détaille les échanges internationaux d'électricité des Pays-Bas :
| GWh                                        | 2012   | 2012   | 2012    | 2017   | 2017   | 2017    |
| Pays                                       | Export | Import | Solde   | Export | Import | Solde   |
| Royaume-Uni                                | 6 073  | 254    | -5 819  | 7 009  | 194    | -6 815  |
| Allemagne                                  | 744    | 22 561 | +21 817 | 1 362  | 15 115 | +13 753 |
| Norvège                                    | 93     | 5 645  | +5 552  | 113    | 5 154  | +5 041  |
| Belgique                                   | 8 017  | 3 697  | -4 320  | 10 252 | 2 170  | -8 082  |
| Total                                      | 14 927 | 32 157 | +17 230 | 18 736 | 22 633 | +3 897  |
| soldes : + = importateur ; - = exportateur |        |        |         |        |        |         |

### Bilan électrique
Le bilan électrique est un sous-ensemble du bilan énergétique qui retrace les flux énergétiques depuis l'approvisionnement en électricité jusqu'à la consommation finale :
| Flux en TWh             | 1990 | 2000  | 2010  | 2016  | 2017  | 2017/1990 |
| Production nationale    | 71,9 | 89,4  | 118,1 | 115,2 | 116,4 | +62 %     |
| Importations            | 9,7  | 22,9  | 15,6  | 24,3  | 22,5  | +132 %    |
| Exportations            | 0,5  | 4,0   | 12,8  | 19,3  | 19,0  | +3915 %   |
| Total approvisionnement | 81,1 | 108,3 | 120,9 | 120,1 | 119,9 | +48 %     |
| Pertes                  | 3,1  | 4,1   | 4,5   | 5,4   | 5,4   | +77 %     |
| Consommation            | 78,0 | 104,2 | 116,4 | 114,7 | 114,5 | +47 %     |

### Consommation d'électricité
La consommation d'électricité par habitant aux Pays-Bas a été en 2021 de 6 440 kWh, inférieure de 2,3 % à la consommation française (6 592 kWh), mais supérieure de 4,8 % à celle de l'Allemagne (6 147 kWh) et de 89 % à la moyenne mondiale (3,4 MWh).
| Flux en TWh                                             | 1990 | 2000 | 2010  | 2015  | 2020  | % 2020 | 2021  | % 2021 | 2021/1990 |
| Industrie                                               | 33,4 | 40,4 | 39,2  | 34,2  | 35,7  | 33,6 % | 35,4  | 33,0 % | +6 %      |
| Transport                                               | 1,3  | 1,6  | 1,8   | 1,8   | 2,3   | 2,2 %  | 2,7   | 2,5 %  | +110 %    |
| Résidentiel                                             | 15,7 | 20,0 | 23,0  | 22,7  | 22,0  | 20,7 % | 22,8  | 21,2 % | +45 %     |
| Tertiaire                                               | 18,5 | 28,8 | 36,8  | 35,8  | 35,7  | 33,6 % | 36,0  | 33,6 % | +94 %     |
| Agriculture                                             | 2,6  | 4,2  | 6,9   | 8,6   | 10,7  | 10,0 % | 10,3  | 9,6 %  | +294 %    |
| Consommation finale                                     | 71,5 | 95,1 | 107,7 | 103,1 | 106,3 | 100 %  | 107,2 | 100 %  | +50 %     |
| Source des données : Agence internationale de l'énergie |      |      |       |       |       |        |       |        |           |

### Prix de l'électricité
Le graphique ci-dessous présente les statistiques de la base de données Eurostat sur les prix hors taxes de l'électricité au 1er semestre 2012 pour les consommateurs domestiques consommant 2500 à 5 000 kWh/an :

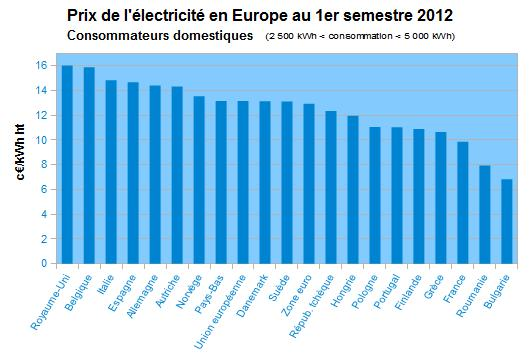
Prix de l'électricité en Europe pour les consommateurs domestiques au 1er semestre 2012.

Ce graphique permet de constater que les consommateurs domestiques (résidentiels) néerlandais supportent un prix hors taxes : 13,17 c€/kWh, quasiment égal à la moyenne de l'Union européenne (13,16 c€/kWh) et supérieur de 34 % à celui de la France (les consommateurs français bénéficient de prix parmi les plus bas d'Europe : 9,86 c€/kWh hors taxes, inférieurs de 25 % à la moyenne).
Il convient cependant de préciser que les prix hors taxes sont une base de comparaison insuffisante, car les taxes sont très importantes dans certains pays, surtout lorsque certaines de ces taxes sont directement affectées au financement des énergies renouvelables (EEG-Umlage en Allemagne, CSPE en France).
Les taxes modifient considérablement le classement : au 1er semestre 2013, les consommateurs domestiques (résidentiels) néerlandais payaient en moyenne 19,16 c€/kWh ttc (UE28 : 20,02 c€/kWh, France : 14,72 c€/kWh, Allemagne : 29,19 c€/kWh) contre 13,22 c€/kWh hors taxes (UE28 : 13,73 c€/kWh, France : 10,07 c€/kWh, Allemagne : 14,93 c€/kWh) ; les taxes augmentaient donc le prix de 45 % (UE28 : 45,8 %, France : 46,2 %, Allemagne : 95,5 %). Ce prix moyen ttc a augmenté de 3,1 % en un an et de 10,1 % en deux ans.

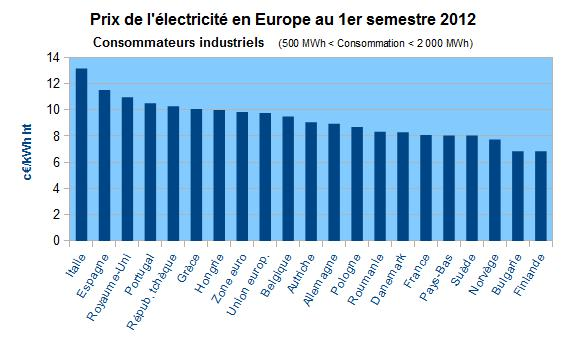
Prix de l'électricité en Europe pour les consommateurs industriels au 1er semestre 2012

Le graphique ci-dessus permet de constater que les consommateurs industriels (500 à 2 000 MWh) néerlandais payaient en 2012 (1er semestre) un prix hors taxes (8,05 c€/kWh) inférieur de 18 % à la moyenne de l'Union européenne (9,76 c€/kWh) et de 0,5 % à celui de la France : 8,09 c€/kWh ; seuls quatre pays (Suède, Norvège, Finlande, Bulgarie) ont des prix encore plus bas qu'aux Pays-Bas.
Les prix TTC sont là aussi sensiblement différents : au 1er semestre 2013, le prix moyen hors taxe était de 7,89 c€/kWh (UE28 : 9,43 c€/kWh, France : 7,71 c€/kWh, Allemagne : 8,60 c€/kWh) (contre 8,22 c€/kWh en 2011 et 8,05 c€/kWh en 2012) et le prix ttc de 11,65 c€/kWh (UE28 : 14,88 c€/kWh, France : 11,45 c€/kWh, Allemagne : 18,79 c€/kWh) : les taxes augmentent le prix de 47,7 % (UE28 : 57,8 %, France : 48,5 %, Allemagne : 118,5 %).

### Acteurs du marché

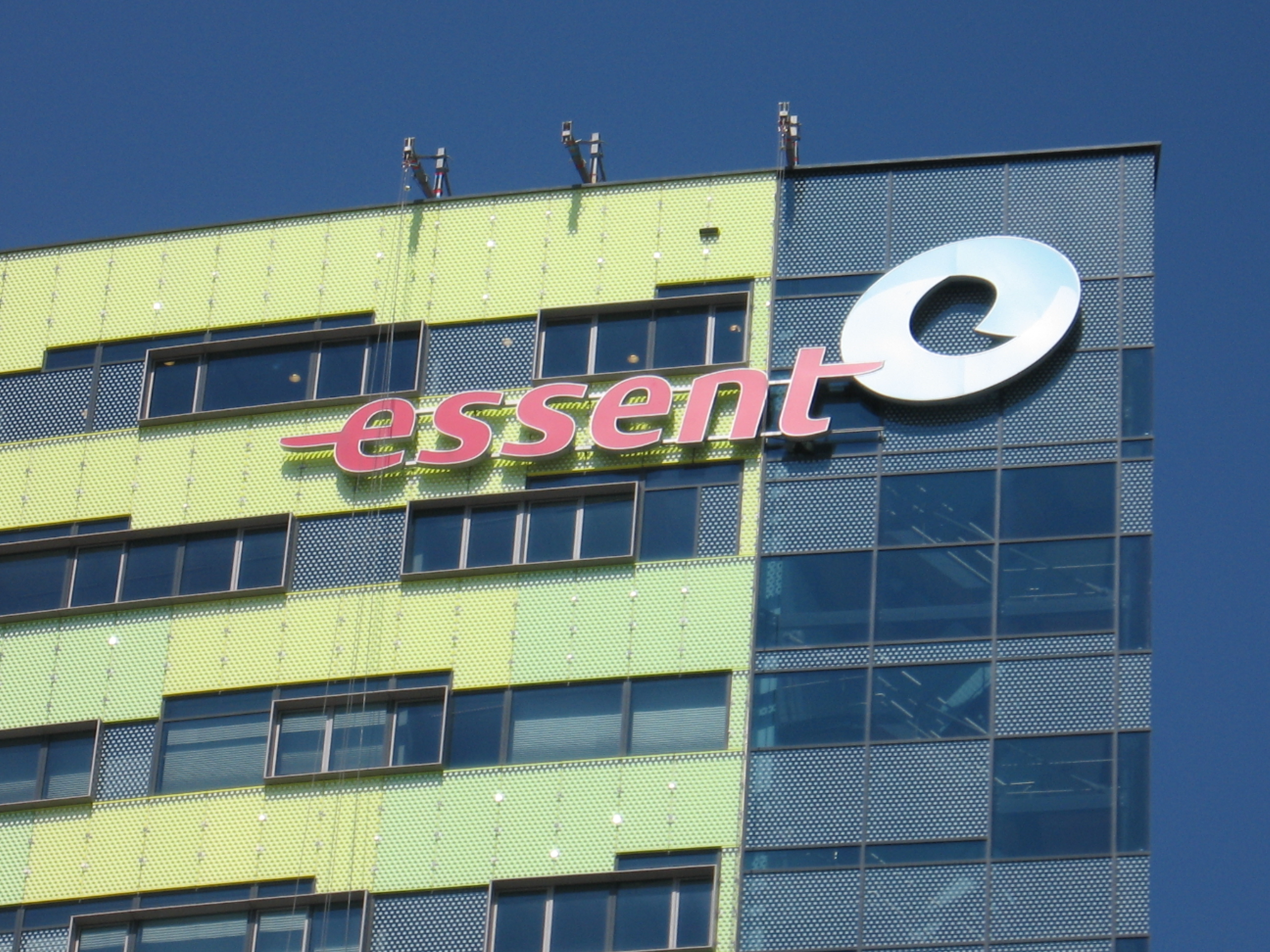
Le siège de l'entreprise à Arnhem.

Essent, fournisseur d'électricité, de gaz et de chaleur, est la principale société du secteur énergétique néerlandais ; jusqu'en 2009, Essent appartenait à six provinces et plus de 100 municipalités ; en 2009, l'allemand RWE a racheté les branches de production et commercialisation d'énergie, laissant aux collectivités locales la gestion des réseaux de distribution.
Nuon N.V. est un opérateur de gaz et d'électricité, issu du regroupement de plusieurs compagnies régionales. Après un projet de fusion échoué en 2007 avec Essent, Nuon a été racheté en 2009 par le suédois Vattenfall qui a acquis 49 % en 2009, puis est passé progressivement à 67 % en 2013 et doit atteindre 100 % en 2015. Nuon dessert plus de 2,6 millions de clients et revendique le premier rang pour la fourniture d'électricité, ainsi que pour la fourniture de gaz en nombre de clients, le troisième rang pour la production d'électricité et le deuxième pour celle de chaleur. Sa production d'électricité en 2010 était de 13,4 TWh et sa production de chaleur de 3,7 TWh.
Eneco, propriété de 44 municipalités néerlandaises, avec Rotterdam comme principal actionnaire (31,69 %), exploite en 2019 une capacité totale de production d'électricité de 4,9 gigawatts et fournit 6 millions d'utilisateurs aux Pays-Bas, en Allemagne, en Belgique et au Royaume-Uni. La décision de privatiser Eneco a été prise en 2017 ; le processus de mise aux enchères, lancé fin 2018, a duré un an et s'est terminé en novembre 2019 par l'attribution d'Eneco au consortium japonais mené par Mitsubishi allié au fournisseur d’électricité Chubu, pour 4,1 milliards d’euros. Mitsubishi devient le nouvel actionnaire majoritaire avec 80 % des actions, Chubu en recevant 20 %.
Electrabel (filiale de GDF Suez)
E.ON Benelux

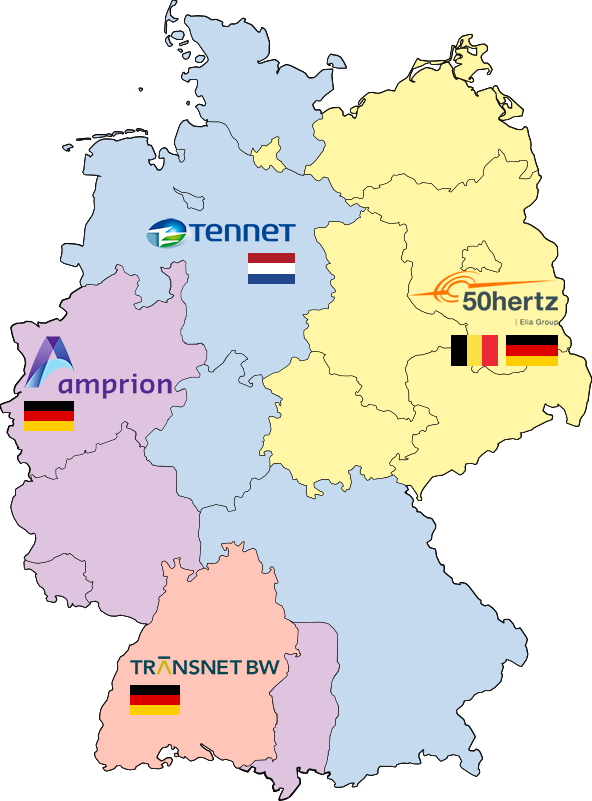

TenneT, compagnie 100 % publique, est, depuis 1998, le gestionnaire du réseau public de transport d'électricité des Pays-Bas à 380 kV et 220 kV, des interconnexions avec les pays voisins et du réseau 150 kv de la province de Hollande-Méridionale.
Tennet (Tennet TSO GmbH) est aussi, depuis le 1er janvier 2010, un gestionnaire de réseau électrique en Allemagne (carte ci-contre).
Tennet gère 20 000 km de lignes à haute tension alimentant 36 millions de consommateurs.

## Réseaux de chaleur
La production de chaleur pour l'alimentation des réseaux de chaleur atteignait 104,6 PJ (29,1 TWh) en 2022, en progression de 118 % par rapport à 1990. En 2021, elle représentait 0,6 % de la production mondiale, loin derrière la Chine (6 981 PJ, 40,1 %), la Russie (5 619 PJ, 32,3 %), ou l'Allemagne (470 PJ, 2,7 %). Cette production de chaleur se répartissait en 2021 entre les centrales de cogénération : 76,9 PJ et les centrales de chaleur pure : 21,7 PJ ; 12,4 PJ étaient récupérés dans l'atmosphère, les eaux ou les process.
La consommation de chaleur atteignait 84,4 PJ en 2021, dont 71 % dans l'industrie, 15,5 % dans le secteur résidentiel, 6,5 % dans le tertiaire et 7,2 % dans l'agriculture. Elle représentait 3,6 % de la consommation finale d'énergie du pays.

## Hydrogène
Les Pays-Bas sont déjà le deuxième producteur d'hydrogène en Europe en 2021 derrière l'Allemagne et commencent à investir pour en décarboner la production. Leur objectif est d'atteindre une capacité de 3 à 4 GW d'hydrogène vert en 2030, soit 10 % de l'objectif européen. L'essentiel de cette production pourrait provenir de l'éolien. Mais les Pays-Bas pourraient aussi importer massivement, notamment via le port de Rotterdam, premier port européen pour les hydrocarbures. Des expérimentations ont été menées pour démontrer que l'hydrogène pouvait être injecté dans les canalisations existantes de gaz naturel. Les 136 000 km de gazoducs néerlandais pourraient constituer la future dorsale européenne de transport d'hydrogène.

## Impact environnemental

### Émissions de gaz à effet de serre
Les émissions de gaz à effet de serre (GES) par combustion étaient en 2022 de 118,5 Mt d'équivalent CO2, soit 6,61 tonnes d'équivalent CO2 par habitant, supérieures de 55 % à la moyenne mondiale (4,26 t/hab en 2021) et de 64 % à celle de la France (4,03 t/hab), mais inférieures de 8 % à celle de l'Allemagne (7,21 t/hab).
|                                             | 1971  | 1990  | 2022  | var. 2022/1971 | var. 2022/1990 | var.UE27 2022/1990 |
| Émissions GES (Mt CO2)                      | 128,7 | 153,1 | 118,5 | -8 %           | -23 %          | -28,3 %            |
| Émissions CO2/habitant (t CO2)              | 9,68  | 10,17 | 6,61  | -32 %          | -35 %          | -28,4 %            |
| Source : Agence internationale de l'énergie |       |       |       |                |                |                    |

| Combustible                                 | 1971 Mt éqCO2 | 1990 Mt éqCO2 | 2022 Mt éqCO2 | %    | var. 2022/1990 | var.UE27 2022/1990 |
| Charbon                                     | 15,4          | 33,2          | 21,4          | 18 % | -35,5 %        | -57,2 %            |
| Pétrole                                     | 65,8          | 49,8          | 42,6          | 36 % | -14,5 %        | -21,2 %            |
| Gaz naturel                                 | 47,4          | 69,1          | 50,2          | 42 % | -27 %          | +22 %              |
| Total                                       | 128,7         | 153,1         | 118,5         | -8 % | -23 %          | -28,3 %            |
| Source : Agence internationale de l'énergie |               |               |               |      |                |                    |

| | Émissions 2021      | part du secteur | Émissions/habitant | Émiss./hab. UE-27 |
| Secteur | Millions tonnes CO2 | %               | tonnes CO2/hab.    | tonnes CO2/hab.   |
| Secteur énergie hors élec. | 15,2                | 11 %            | 0,87               | 0,37              |
| Industrie et construction | 37,4                | 28 %            | 2,13               | 1,50              |
| Transport | 26,0                | 19 %            | 1,48               | 1,74              |
| dont transport routier | 24,7                | 18 %            | 1,41               | 1,64              |
| Résidentiel | 25,4                | 19 %            | 1,45               | 1,21              |
| Tertiaire | 19,6                | 15 %            | 1,12               | 0,74              |
| Total | 134,4               | 100 %           | 7,67               | 5,76              |
| Source : Agence internationale de l'énergie * après ré-allocation des émissions de la production d'électricité et de chaleur aux secteurs de consommation. |                     |                 |                    |                   |

La médiocre performance des Pays-Bas provient surtout de l'importance des secteurs de l'industrie et des services, ainsi que de son mix énergétique dominé par les combustibles fossiles. On remarque cependant leurs émissions nettement inférieures à celles de l'UE dans le secteur des transports.

### Autres impacts
La société NAM, filiale commune de Shell et ExxonMobil, a été condamnée en septembre 2015 par la justice néerlandaise à indemniser les propriétaires de logements dont les biens ont été affectés par les tremblements de terre répétés, depuis 1990, liés à l'exploitation des gisements gaziers de Groningue et Loppersum ; les indemnités pourraient atteindre un milliard d'euros selon les avocats des plaignants. Devant l'ampleur croissante de ces séismes causés par les poches de vide formées par l'extraction du gaz, le gouvernement néerlandais a décidé en juin 2015 de réduire drastiquement la production du gisement de Groningue, qui passera de 42,5 milliards de m3 en 2014 à 30 milliards de m3 en 2015. Cette décision va réduire de 0,5 % le PIB des Pays-Bas et obligera l'Europe à se tourner vers la Russie pour compenser cette baisse de production gazière.

### Protection environnementale
Les Pays-Bas sont parmi les premiers pays impactés par la montée des océans, du fait de leur faible altitude. Bien que les modes de transport non polluants soient favorisés par rapport à l'automobile, aussi bien par les collectivités (Amsterdam compte 15 lignes de tramway) que par les citoyens (des statistiques dénombrent 3 fois plus de bicyclettes que de voitures dans le pays, et à Amsterdam les déplacements quotidiens se font à 33 % en vélo, 27 % à pied, 20 % par les transports en commun et seulement 19 % en voiture), les Pays-Bas connaissent un trafic routier dense, du fait de leur positionnement géographique en Europe et surtout de l'activité très importante du port de Rotterdam.
Afin de remédier à la pollution engendrée par ce trafic, le Parti travailliste, membre du gouvernement, a annoncé en 2016 qu'à l'horizon 2030, il souhaitait voir seuls les véhicules électriques rouler sur le territoire national. Alors que nombre d'experts estiment cet objectif irréaliste, étant donné que seulement 43 000 nouveaux véhicules électriques et hybrides rechargeables ont été immatriculés en 2015, soit 9,6 % de part de marché, l'exécutif entier annonce qu'il présentera des mesures légales fortes durant l'été 2016. Les Pays-Bas avaient par ailleurs, avant la COP 21, rejoint l'alliance Zero Emission Véhicules, qui prône un passage de l'automobile au tout électrique avant 2050.
En avril 2023, le gouvernement décide de ne plus construire de nouvelle route ni de nouvelle ligne ferroviaire. Cette décision radicale résulte d'une décision de 2019 du Conseil d'État néerlandais, qui, estimant que le gouvernement ignorait structurellement et sciemment les règles de protection de la nature prévues par la directive européenne « Habitats-Faune-Flore », lui ordonnait de se conformer au droit européen et de réduire les émissions d'azote d'au moins 50 % d'ici à 2030.